# بهرام مودت
بهرام مودت (بالفارسية: بهرام مودت)، من مواليد 30 يناير 1950م، وهو لاعب كرة قدم إيراني معتزل، شارك مع أندية إيرانية في فترة السبعينات من القرن العشرين، وشارك مع زملائه في نهائيات كأس العالم لكرة القدم التي أستافضته الأرجنتين سنة 1978م.

## روابط خارجية
- بهرام مودت على موقع الاتحاد الدولي (مؤرشف)  (الإنجليزية)
- بهرام مودت على موقع ناشيونال فوتبول تيمز (الإنجليزية)
- بهرام مودت على موقع عالم كرة القدم.نت (الإنجليزية)
- Planet World Cup
- RSSSF
- Kayhan Publishing,Special Edition: 30 years of History of Persepolis Soccer Club: From Shahin til Piroozi.